# 直木三十五賞
直木三十五賞（なおきさんじゅうごしょう）、通称直木賞（なおきしょう）は、大衆性を押さえた長編小説作品あるいは短編集に与えられる文学賞である。
上半期は前年12月1日～5月31日までに発表された作品が対象。候補作発表は6月中旬、選考会は7月中旬、贈呈式は8月中旬。下半期は6月1日～11月30日までに発表された作品が対象。候補作発表は12月中旬、選考会は翌年1月中旬、贈呈式は2月中旬。

## 概要
かつては芥川龍之介賞（芥川賞）と同じく無名・新人作家に対する賞であったといわれているが、1970年代あたりから中堅作家中心に移行、近年では長老クラスの大ベテランが受賞することも多々ある。
もっとも、直木賞は設定当初の時期も新人向けの賞であったとは言い難い面がある。第1回受賞の川口松太郎や第3回受賞の海音寺潮五郎からして既に新人とは言うには無理があったし、戦後1回目である第21回受賞の富田常雄は『姿三四郎』発表後の受賞であり、既に文壇長者番付上位の人気作家であった。その他にも、候補者・受賞者の中には新人とは言い難い人物が少なくない。

## 沿革
文藝春秋社社長の菊池寛が友人の直木三十五を記念して1935年に芥川龍之介賞とともに創設し、以降年2回発表される。
授賞する作品は選考委員の合議によって決定される。第6回から、財団法人日本文学振興会により運営されている。第二次世界大戦中の1945年に紙の不足による出版点数の減少から一時中断したが、1949年に復活した。
2025年上半期時点の選考委員は、林真理子、浅田次郎、宮部みゆき、桐野夏生、角田光代、三浦しをん、京極夏彦、辻村深月、米澤穂信の9名。選考会は、料亭・新喜楽の2階で行われる（芥川賞選考会は1階）。芥川賞と直木賞の受賞者記者会見とその翌月の授賞式は、ともに東京會舘で行われてきたが、同館の建て替えにともない現在は帝国ホテルで行われている。
受賞者には正賞として懐中時計、副賞として100万円が贈呈され、受賞作はオール讀物に掲載される。なお、複数の受賞者がいる場合でもそれぞれに賞品と100万円の賞金が贈呈され、分割授与にはならない。一方、受賞該当作なしとなった場合は次回受賞分に賞金を繰り越すキャリーオーバーは行われない。

## 傾向
発足当初の対象は新人による大衆小説であり、芥川賞とは密接不可分の関係にある。また、運営者である日本文学振興会の事務所が社内に置かれている文藝春秋から刊行、あるいは同社の雑誌に掲載された小説に対して多く授賞している傾向があり、文藝春秋とも事実上不可分の関係となっている。
創設時、選考の対象は「無名若しくは新進作家の大衆文芸」（直木賞規定）であったが、戦後になり回を重ねるごとに芥川賞と比べて若手新人が受賞しにくい傾向となった。これは1つには各回の選評にしばしばあるように大衆文学を対象とする賞の性質上、受賞後作家として一本立ちするだけの筆力があるかどうかを選考委員が重視したためであり、背景には「大衆小説は作品を売ることで作家として生計を立ててゆく必要がある」という考え方があったものと推測される。また創設時にはまだ新進のジャンルであった大衆文学の分野における実質唯一の新人賞であった直木賞が、戦後多くの出版社によって後発の大衆文学の賞が創設されていく中にあって、当該分野の中でもっとも長い歴史と権威を持つ、大衆文学の進むべき方向を明らかにする重要な賞として位置づけられるようになったこととも関係があるだろう。
現在ではこのような状態が長く続いたため選考基準に中堅作家という一項が新たに加えられ、実質的には既に一定のキャリアを持つ人気実力派作家のための賞という設定となり、直木賞が当初に持たされていた「文学界の有望新人を発掘する」という機能はおのずから他の新人賞に振られることとなった。結果としてすでに中堅・ベテランの著名作家として名を成している人物に対していわゆる「遅すぎたノミネート」「遅すぎた受賞」を行うケースが多く、さらに既に人気作家となっている者にあっては選考（候補）を辞退する事例も起きておりこの点で文芸界・各種マスコミの内外で数多くの議論が巻き起こってきたことも事実である。
選考対象の「大衆小説」にまつわる問題としては、推理小説を主たる活動分野とする作家が受賞しにくい傾向が長く続いた点がある。受賞したのは多岐川恭の『落ちる』（第40回）、生島治郎『追いつめる』（第57回）、中村正䡄『元首の謀叛』（第84回）くらいで、笹沢左保、真保裕一、貫井徳郎、湊かなえは4度、北方謙三、志水辰夫、西村寿行は3度候補となりながら受賞に至らず、赤川次郎、小杉健治、折原一、島田荘司、福井晴敏ら推理作家として大成した作家も届かず、三好徹、陳舜臣、結城昌治、連城三紀彦、皆川博子らも非ミステリー分野の作品で受賞していた。しかし逢坂剛が『カディスの赤い星』で受賞（第96回）して以後は認められるようになり、笹倉明（第101回）、原尞（第102回）、髙村薫（第109回）、大沢在昌（第110回）、小池真理子、藤原伊織（第114回）、乃南アサ（第115回）、宮部みゆき（第120回）とコンスタントに受賞者が出た1989年から1999年は「ミステリーの隆盛」とも呼ばれる。北方、髙村、宮部は桐野夏生（第121回）、東野圭吾（第134回）と共に選考委員を務めることになり、第150回現在で選考委員9人のうち5人がミステリー畑出身者で占められた（東野圭吾は161回を最後に選考委員を退任し、後任には角田光代が就任した。また第169回から北方謙三に代わって京極夏彦が委員になっている）。
同様に大衆小説内でも発展期以降の歴史が比較的浅いSFやファンタジーなども選考段階では幾度か候補に上げられてはいるが、実際に受賞したのは景山民夫『遠い海から来たCOO』（第99回）と小川哲『地図と拳』（第168回）の2例のみである（半村良はSF小説で2回候補になった後、人情小説で受賞している）。昭和末期に勃興したライトノベルのレーベルから刊行された作品の中にも広義にいえば若年層向けの大衆文学ともいえる要素を内含している作品が一部見られるが、日本文学振興会と密接な関係にある文藝春秋がこのジャンルに対するノウハウを持ち合わせていないためか、ほぼ目が向けられていないに等しい（ライトノベル出身の受賞作家としては桜庭一樹がいるが、受賞作は一般文芸誌に掲載された作品であった）。この様に現在でも空想性が極端に高いSF・ファンタジー等のジャンルに対する評価が総じて低いのも直木賞選考の特徴である。古くより選考委員の席の大半を過去の本賞受賞者が占めていることもあってか、毎回行われる選評での高評価も伝奇小説・時代小説・歴史小説・人情小説などといった多くの受賞者が属する従来型の大衆文学に属する作品に偏りがちで、新規に開拓された後発ジャンルや選考委員たちが専門知識を持たないか興味の薄いジャンルに対してはジャンルそのものへの理解が乏しい、言い換えれば守旧的な選考を行う傾向が根強い一面がある。この様な風潮によって受賞を逃した作家には小松左京・星新一・筒井康隆・広瀬正などがおり、中でも不利とされるSFを専門範囲とし三度にわたり落選の憂き目を見た筒井は、後に別冊文藝春秋において、直木賞をもじった「直廾賞」の選考委員たちが皆殺しにされるという、直木賞選考を批判的に風刺した小説『大いなる助走』を発表している。　

## 最年少・最年長・最速受賞記録
| 順位 | 受賞者名   | 受賞時期                | 受賞時の年齢 |
| ---- | ---------- | ----------------------- | ------------ |
| 1    | 堤千代     | 1940年上半期（第11回）  | 22歳10か月   |
| 2    | 朝井リョウ | 2012年下半期（第148回） | 23歳07か月   |
| 3    | 平岩弓枝   | 1959年上半期（第41回）  | 27歳04か月   |
| 4    | 山田詠美   | 1987年上半期（第97回）  | 28歳05か月   |
| 5    | 三浦しをん | 2006年上半期（第135回） | 29歳09か月   |

| 順位 | 受賞者名 | 受賞年                   | 受賞時の年齢 |
| ---- | -------- | ------------------------ | ------------ |
| 1    | 星川清司 | 1989年下半期（第102回）0 | 68歳02か月   |
| 2    | 青山文平 | 2015年下半期（第154回）0 | 67歳01か月   |
| 3    | 古川薫   | 1990年下半期（第104回）0 | 65歳07か月   |
| 4    | 黒川博行 | 2014年上半期（第151回）0 | 65歳04か月   |
| 5    | 佐藤得二 | 1963年上半期（第49回）0  | 64歳05か月   |

| 順位 | 受賞者名 | 受賞年                   | デビューから                  |
| ---- | -------- | ------------------------ | ----------------------------- |
| 1    | 中村正軌 | 1980年下半期（第84回）0  | デビュー作『元首の謀叛』      |
| 2    | 川越宗一 | 2019年下半期（第162回）0 | 第1作『熱源』                 |
| 2    | 藤原伊織 | 1995年下半期（第114回）0 | 第1作『テロリストのパラソル』 |
| 4    | 多岐川恭 | 1958年下半期（第40回）0  | 第2作『落ちる』               |
| 参   | 青島幸男 | 1981年上半期（第85回）0  | 初小説『人間万事塞翁が丙午』  |

## 受賞者一覧
上半期は同年8月に、下半期は翌年2月に授賞式が行われる。

### 第1 - 10回
- 第1回（1935年上半期） - 川口松太郎『鶴八鶴次郎』『風流深川唄』『明治一代女』
- 第2回（1935年下半期） - 鷲尾雨工『吉野朝太平記』他
- 第3回（1936年上半期） - 海音寺潮五郎『天正女合戦』『武道傳來記』
- 第4回（1936年下半期） - 木々高太郎『人生の阿呆』
- 第5回（1937年上半期） - 該当作品なし
- 第6回（1937年下半期） - 井伏鱒二『ジョン萬次郎漂流記』他
- 第7回（1938年上半期） - 橘外男『ナリン殿下への回想』
- 第8回（1938年下半期） - 大池唯雄『兜首』『秋田口の兄弟』
- 第9回（1939年上半期） - 該当作品なし
- 第10回（1939年下半期） - 該当作品なし

### 第11 - 20回
- 第11回（1940年上半期） - 堤千代『小指』他、河内仙介『軍事郵便』
- 第12回（1940年下半期） - 村上元三『上総風土記』他
- 第13回（1941年上半期） - 木村荘十『雲南守備兵』
- 第14回（1941年下半期） - 該当作品なし
- 第15回（1942年上半期） - 該当作品なし
- 第16回（1942年下半期） - 田岡典夫『強情いちご』他、神崎武雄『寛容』他
- 第17回（1943年上半期） - 山本周五郎『日本婦道記』（受賞辞退）
- 第18回（1943年下半期） - 森荘已池『山畠』『蛾と笹舟』
- 第19回（1944年上半期） - 岡田誠三『ニューギニヤ山岳戦』
- 第20回（1944年下半期） - 該当作品なし

### 第21 - 30回
- 第21回（1949年上半期） - 富田常雄『面』『刺青』
- 第22回（1949年下半期） - 山田克郎『海の廃園』
- 第23回（1950年上半期） - 今日出海『天皇の帽子』、小山いと子『執行猶予』
- 第24回（1950年下半期） - 檀一雄『真説石川五右衛門』『長恨歌』
- 第25回（1951年上半期） - 源氏鶏太『英語屋さん』『颱風さん』『御苦労さん』
- 第26回（1951年下半期） - 久生十蘭『鈴木主水』、柴田錬三郎『イエスの裔』
- 第27回（1952年上半期） - 藤原審爾『罪な女』他
- 第28回（1952年下半期） - 立野信之『叛乱』
- 第29回（1953年上半期） - 該当作品なし
- 第30回（1953年下半期） - 該当作品なし

### 第31 - 40回
- 第31回（1954年上半期） - 有馬頼義『終身未決囚』
- 第32回（1954年下半期） - 梅崎春生『ボロ家の春秋』、戸川幸夫『高安犬物語』
- 第33回（1955年上半期） - 該当作品なし
- 第34回（1955年下半期） - 邱永漢『香港』、新田次郎『強力伝』
- 第35回（1956年上半期） - 南條範夫『燈台鬼』、今官一『壁の花』
- 第36回（1956年下半期） - 今東光『お吟さま』、穂積驚『勝烏』
- 第37回（1957年上半期） - 江崎誠致『ルソンの谷間』
- 第38回（1957年下半期） - 該当作品なし
- 第39回（1958年上半期） - 山崎豊子『花のれん』、榛葉英治『赤い雪』
- 第40回（1958年下半期） - 城山三郎『総会屋錦城』、多岐川恭『落ちる』

### 第41 - 50回
- 第41回（1959年上半期） - 渡辺喜恵子『馬淵川』、平岩弓枝『鏨師』
- 第42回（1959年下半期） - 司馬遼太郎『梟の城』、戸板康二『團十郎切腹事件』他
- 第43回（1960年上半期） - 池波正太郎『錯乱』
- 第44回（1960年下半期） - 寺内大吉『はぐれ念仏』、黒岩重吾『背徳のメス』
- 第45回（1961年上半期） - 水上勉『雁の寺』
- 第46回（1961年下半期） - 伊藤桂一『螢の河』
- 第47回（1962年上半期） - 杉森久英『天才と狂人の間』
- 第48回（1962年下半期） - 山口瞳『江分利満氏の優雅な生活』、杉本苑子『孤愁の岸』
- 第49回（1963年上半期） - 佐藤得二『女のいくさ』
- 第50回（1963年下半期） - 安藤鶴夫『巷談本牧亭』、和田芳恵『塵の中』

### 第51 - 60回
- 第51回（1964年上半期） - 該当作品なし
- 第52回（1964年下半期） - 永井路子『炎環』、安西篤子『張少子の話』
- 第53回（1965年上半期） - 藤井重夫『虹』
- 第54回（1965年下半期） - 新橋遊吉『八百長』、千葉治平『虜愁記』
- 第55回（1966年上半期） - 立原正秋『白い罌粟』
- 第56回（1966年下半期） - 五木寛之『蒼ざめた馬を見よ』
- 第57回（1967年上半期） - 生島治郎『追いつめる』
- 第58回（1967年下半期） - 野坂昭如『アメリカひじき』『火垂るの墓』、三好徹『聖少女』
- 第59回（1968年上半期） - 該当作品なし
- 第60回（1968年下半期） - 陳舜臣『青玉獅子香炉』、早乙女貢『僑人の檻』

### 第61 - 70回
- 第61回（1969年上半期） - 佐藤愛子『戦いすんで日が暮れて』
- 第62回（1969年下半期） - 該当作品なし
- 第63回（1970年上半期） - 結城昌治『軍旗はためく下に』、渡辺淳一『光と影』
- 第64回（1970年下半期） - 豊田穣『長良川』
- 第65回（1971年上半期） - 該当作品なし
- 第66回（1971年下半期） - 該当作品なし
- 第67回（1972年上半期） - 綱淵謙錠『斬』、井上ひさし『手鎖心中』
- 第68回（1972年下半期） - 該当作品なし
- 第69回（1973年上半期） - 長部日出雄『津軽世去れ節』『津軽じょんから節』、藤沢周平『暗殺の年輪』
- 第70回（1973年下半期） - 該当作品なし

### 第71 - 80回
- 第71回（1974年上半期） - 藤本義一『鬼の詩』
- 第72回（1974年下半期） - 半村良『雨やどり』、井出孫六『アトラス伝説』
- 第73回（1975年上半期） - 該当作品なし
- 第74回（1975年下半期） - 佐木隆三『復讐するは我にあり』
- 第75回（1976年上半期） - 該当作品なし
- 第76回（1976年下半期） - 三好京三『子育てごっこ』
- 第77回（1977年上半期） - 該当作品なし
- 第78回（1977年下半期） - 該当作品なし
- 第79回（1978年上半期） - 津本陽『深重の海』、色川武大『離婚』
- 第80回（1978年下半期） - 宮尾登美子『一絃の琴』、有明夏夫『大浪花諸人往来』

### 第81 - 90回
- 第81回（1979年上半期） - 田中小実昌『浪曲師朝日丸の話』『ミミのこと』、阿刀田高『ナポレオン狂』
- 第82回（1979年下半期） - 該当作品なし
- 第83回（1980年上半期） - 向田邦子『花の名前』『かわうそ』『犬小屋』、志茂田景樹『黄色い牙』
- 第84回（1980年下半期） - 中村正䡄『元首の謀叛』
- 第85回（1981年上半期） - 青島幸男『人間万事塞翁が丙午』
- 第86回（1981年下半期） - つかこうへい『蒲田行進曲』、光岡明『機雷』
- 第87回（1982年上半期） - 深田祐介『炎熱商人』、村松友視『時代屋の女房』
- 第88回（1982年下半期） - 該当作品なし
- 第89回（1983年上半期） - 胡桃沢耕史『黒パン俘虜記』
- 第90回（1983年下半期） - 神吉拓郎『私生活』、高橋治『秘伝』

### 第91 - 100回
- 第91回（1984年上半期） - 連城三紀彦『恋文』、難波利三『てんのじ村』
- 第92回（1984年下半期） - 該当作品なし
- 第93回（1985年上半期） - 山口洋子『演歌の虫』『老梅』
- 第94回（1985年下半期） - 森田誠吾『魚河岸ものがたり』、林真理子『最終便に間に合えば』『京都まで』
- 第95回（1986年上半期） - 皆川博子『恋紅』
- 第96回（1986年下半期） - 逢坂剛『カディスの赤い星』、常盤新平『遠いアメリカ』
- 第97回（1987年上半期） - 白石一郎『海狼伝』、山田詠美『ソウル・ミュージック・ラバーズ・オンリー』
- 第98回（1987年下半期） - 阿部牧郎『それぞれの終楽章』
- 第99回（1988年上半期） - 西木正明『凍れる瞳』『端島の女』、景山民夫『遠い海から来たCOO』
- 第100回（1988年下半期） - 杉本章子『東京新大橋雨中図』、藤堂志津子『熟れてゆく夏』

### 第101 - 110回
- 第101回（1989年上半期） - ねじめ正一『高円寺純情商店街』、笹倉明『遠い国からの殺人者』
- 第102回（1989年下半期） - 星川清司『小伝抄』、原尞『私が殺した少女』
- 第103回（1990年上半期） - 泡坂妻夫『蔭桔梗』
- 第104回（1990年下半期） - 古川薫『漂泊者のアリア』
- 第105回（1991年上半期） - 宮城谷昌光『夏姫春秋』、芦原すなお『青春デンデケデケデケ』
- 第106回（1991年下半期） - 高橋義夫『狼奉行』[8][9]、高橋克彦『緋い記憶』[8][9]
- 第107回（1992年上半期） - 伊集院静『受け月』
- 第108回（1992年下半期） - 出久根達郎『佃島ふたり書房』
- 第109回（1993年上半期） - 高村薫『マークスの山』、北原亞以子『恋忘れ草』
- 第110回（1993年下半期） - 佐藤雅美『恵比寿屋喜兵衛手控え』、大沢在昌『新宿鮫 無間人形』

### 第111 - 120回
- 第111回（1994年上半期） - 中村彰彦『二つの山河』、海老沢泰久『帰郷』
- 第112回（1994年下半期） - 該当作品なし
- 第113回（1995年上半期） - 赤瀬川隼『白球残映』
- 第114回（1995年下半期） - 小池真理子『恋』、藤原伊織『テロリストのパラソル』
- 第115回（1996年上半期） - 乃南アサ『凍える牙』
- 第116回（1996年下半期） - 坂東眞砂子『山妣』
- 第117回（1997年上半期） - 篠田節子『女たちのジハード』、浅田次郎『鉄道員（ぽっぽや）』
- 第118回（1997年下半期） - 該当作品なし
- 第119回（1998年上半期） - 車谷長吉『赤目四十八瀧心中未遂』
- 第120回（1998年下半期） - 宮部みゆき『理由』

### 第121 - 130回
- 第121回（1999年上半期） - 佐藤賢一『王妃の離婚』、桐野夏生『柔らかな頬』
- 第122回（1999年下半期） - なかにし礼『長崎ぶらぶら節』
- 第123回（2000年上半期） - 船戸与一『虹の谷の五月』、金城一紀『GO』
- 第124回（2000年下半期） - 山本文緒『プラナリア』、重松清『ビタミンF』
- 第125回（2001年上半期） - 藤田宜永『愛の領分』
- 第126回（2001年下半期） - 山本一力『あかね空』、唯川恵『肩ごしの恋人』
- 第127回（2002年上半期） - 乙川優三郎『生きる』
- 第128回（2002年下半期） - 該当作品なし
- 第129回（2003年上半期） - 石田衣良『4TEEN フォーティーン』、村山由佳『星々の舟』
- 第130回（2003年下半期） - 江國香織『号泣する準備はできていた』、京極夏彦『後巷説百物語』

### 第131 - 140回
- 第131回（2004年上半期） - 奥田英朗『空中ブランコ』、熊谷達也『邂逅の森』
- 第132回（2004年下半期） - 角田光代『対岸の彼女』
- 第133回（2005年上半期） - 朱川湊人『花まんま』
- 第134回（2005年下半期） - 東野圭吾『容疑者Xの献身』
- 第135回（2006年上半期） - 三浦しをん『まほろ駅前多田便利軒』、森絵都『風に舞いあがるビニールシート』
- 第136回（2006年下半期） - 該当作品なし
- 第137回（2007年上半期） - 松井今朝子『吉原手引草』
- 第138回（2007年下半期） - 桜庭一樹『私の男』
- 第139回（2008年上半期） - 井上荒野『切羽へ』
- 第140回（2008年下半期） - 天童荒太『悼む人』、山本兼一『利休にたずねよ』

### 第141 - 150回
- 第141回（2009年上半期） - 北村薫『鷺と雪』
- 第142回（2009年下半期） - 佐々木譲『廃墟に乞う』、白石一文『ほかならぬ人へ』
- 第143回（2010年上半期） - 中島京子『小さいおうち』
- 第144回（2010年下半期） - 木内昇『漂砂のうたう』、道尾秀介『月と蟹』
- 第145回（2011年上半期） - 池井戸潤『下町ロケット』
- 第146回（2011年下半期） - 葉室麟『蜩ノ記』
- 第147回（2012年上半期） - 辻村深月『鍵のない夢を見る』
- 第148回（2012年下半期） - 朝井リョウ『何者』、安部龍太郎『等伯』
- 第149回（2013年上半期） - 桜木紫乃『ホテルローヤル』
- 第150回（2013年下半期） - 朝井まかて『恋歌』、姫野カオルコ『昭和の犬』

### 第151 - 160回
- 第151回（2014年上半期） - 黒川博行『破門』
- 第152回（2014年下半期） - 西加奈子『サラバ!』
- 第153回（2015年上半期） - 東山彰良『流』
- 第154回（2015年下半期） - 青山文平『つまをめとらば』
- 第155回（2016年上半期） - 荻原浩『海の見える理髪店』
- 第156回（2016年下半期） - 恩田陸『蜜蜂と遠雷』
- 第157回（2017年上半期） - 佐藤正午『月の満ち欠け』
- 第158回（2017年下半期） - 門井慶喜『銀河鉄道の父』
- 第159回（2018年上半期） - 島本理生『ファーストラヴ』
- 第160回（2018年下半期） - 真藤順丈『宝島』

### 第161 - 170回
- 第161回（2019年上半期） - 大島真寿美『渦 妹背山婦女庭訓 魂結び』
- 第162回（2019年下半期） - 川越宗一『熱源』
- 第163回（2020年上半期） - 馳星周『少年と犬』
- 第164回（2020年下半期） - 西條奈加『心淋し川』
- 第165回（2021年上半期） - 佐藤究『テスカトリポカ』、澤田瞳子『星落ちて、なお』
- 第166回（2021年下半期） - 今村翔吾『塞王の楯』、米澤穂信『黒牢城』
- 第167回（2022年上半期） - 窪美澄『夜に星を放つ』
- 第168回（2022年下半期） - 小川哲『地図と拳』、千早茜『しろがねの葉』
- 第169回（2023年上半期） - 垣根涼介『極楽征夷大将軍』、永井紗耶子『木挽町のあだ討ち』
- 第170回（2023年下半期） - 河﨑秋子『ともぐい』、万城目学『八月の御所グラウンド』
- 第171回（2024年上半期） - 一穂ミチ『ツミデミック』
- 第172回（2024年下半期） - 伊与原新『藍を継ぐ海』
- 第173回（2025年上半期） - 該当作品なし

## テレビ
『ルポルタージュにっぽん』 直木賞の決まる日（NHK 1980年1月26日）